# شهرستان واترفورد
شهرستان واترفورد (به انگلیسی: County Waterford) یک شهرستان در ایرلند است که در مونستر (ایرلند) واقع شده‌است.

## خصوصیات
شهرستان واترفورد ۱٬۸۵۷ کیلومترمربع مساحت و ۱۱۳٬۷۹۵ نفر جمعیت دارد.